# Trichomesosa bifasciata
Trichomesosa bifasciata är en skalbaggsart som först beskrevs av Maurice Pic 1925.  Trichomesosa bifasciata ingår i släktet Trichomesosa och familjen långhorningar. Inga underarter finns listade i Catalogue of Life.